# منتخب إسواتيني للكريكت
منتخب إسواتيني للكريكت (بالإنجليزية: Eswatini national cricket team)‏ هو ممثل إسواتيني الرسمي في المنافسات الدولية في الكريكت .